# Budynek przy ul. Wały gen. Sikorskiego 15 w Toruniu
Budynek przy ul. Wały gen. Sikorskiego 15 w Toruniu – zabytkowy budynek bankowy w Toruniu.
Budynek powstał w latach 1937–1939 według projektu Mariana Lalewicza. Jego pierwszym właścicielem był Państwowy Bank Rolny. W 2012 roku obiekt został wpisany do rejestrów zabytków.
Jego konstrukcja jest wypełniona cegłą, a ściany zewnętrzne zostały obłożone czerwoną klinkierową cegłą w tzw. wątek gotycki.